# USUMA
Die USUMA ist ein deutsches Markt- und Sozialforschungsinstitut mit Sitz in Berlin-Weißensee. USUMA steht für „Unabhängiger Service für Umfragen, Methoden und Analysen“ und betreut als Full-Service-Institut die praktische Durchführung empirischer Forschungsprojekte – von der Fragebogenentwicklung über die Datenerhebung und -verarbeitung bis zur Interpretation der Umfrageergebnisse.
USUMA ist Mitglied des Arbeitskreises Deutscher Markt- und Sozialforschungsinstitute e. V. (ADM), Gründungsmitglied der Arbeitsgemeinschaft ADM-Telefonstichproben und Mitglied der Arbeitsgemeinschaft ADM-F2F-Stichproben.

## Geschichte
Das Unternehmen wurde am 28. Februar 1990 von den drei Wissenschaftlern der Akademie der Wissenschaften der DDR (AdW) Rainer Schwarz, Wolfgang Reymann und Günter Kapelle als „Joint-Venture“ Unternehmen in Zusammenarbeit mit der Forschungsgruppe Wahlen und dem Bielefelder Institut Emnid gegründet. Ziel war es, im Rahmen der politischen Umfrageforschung, das Wahlverhalten der DDR-Bevölkerung bei der Volkskammerwahl 1990 zu messen. Es war damit das erste unabhängige Meinungsforschungsinstitut, das sich nach der friedlichen Revolution 1989 in der DDR gegründet hat.
Eine Woche vor der Wahl wurde von USUMA eine erste Umfrage durchgeführt, die neben den Ergebnissen, die das Institut für Demoskopie Allensbach ermittelte, das spätere Wahlergebnis am genauesten prognostizierte. Für Hochrechnungen am Wahlabend organisierte USUMA die repräsentative Befragung der Wähler in 400 Wahllokalen sowie die zeitnahe telefonische Übermittlung der Umfragedaten an die Analysezentrale der Forschungsgruppe Wahlen in Berlin.
In den 1990er Jahren etablierte sich USUMA als empirisches Umfrageinstitut durch die erfolgreiche Zusammenarbeit mit EMNID und der Forschungsgruppe Wahlen, wie bspw. beim „Politbarometer Ost“. Neben der Durchführung persönlicher Interviews in sogenannten „Face-to-Face Studiendesigns“ wurden mit fortschreitendem Ausbau der Telefonnetze bundesweite computergestützte telefonische Umfragen (CATI) zu einer bedeutenden Befragungstechnik des Institutes.

## Mitte-Studien
Seit 2002 untersucht USUMA für die Leipziger Arbeitsgruppe um Elmar Brähler und Oliver Decker die politische Einstellung der Bevölkerung in Deutschland. Im Rahmen dieser als Mitte-Studien bekannt gewordenen Forschungsarbeiten werden im Zwei-Jahres-Rhythmus repräsentative Erhebungen durchgeführt. Über die Jahre entwickelten sich die „Mitte“-Studien zu einem vielbeachteten Barometer politischer Einstellung in Deutschland. Die mit Hilfe von USUMA gewonnenen empirischen Daten und die sozialpsychologischen Analysen der „Mitte“-Studien der Universität Leipzig sind heute zur bundesweiten Grundlage für die Auseinandersetzung mit Rechtsextremismus in Deutschland geworden.

## Wissenschaftliche Kooperationen
Gemeinsam mit dem GESIS – Leibniz-Institut für Sozialwissenschaften, der Technischen Universität Dresden und dem Robert Koch-Institut arbeitet die USUMA an Best-Practice-Guidelines, um einheitliche Standards beim Qualitätsmanagement von Telefonbefragungen in der Sozialforschung und Marktforschung zu etablieren. Das DFG-Projekt „MiMoSe – Qualitätsmanagement bei Telefonbefragungen im Rahmen von Mixed-Mode-Surveys“ läuft von Dezember 2014 bis Juli 2017.